# Nyugati pályaudvar metróállomás
A Nyugati pályaudvar a budapesti M3-as metróvonal egyik állomása a Arany János utca és a Lehel tér között. A megállót 1981. december 30-án adták át a M3-as metróvonal II/B szakaszával. Az állomás az 1990-es évek elejéig a Marx tér nevet viselte. A középső szakasz felújítása során 2020 és 2023 között felújították.

## Jellemzői
Az állomás mélyvezetésű, ötalagutas, középperonos kialakítású, 25,76 méterrel található a felszín alatt. A peronokról két kijárat vezet fel az aluljáróba.

## Átszállási kapcsolatok
Az M3-as metróvonal itt találkozik a Nagykörúton közlekedő 4-es, 6-os villamosvonallal. A Nyugati pályaudvarra futnak be jelentősebb vasútvonalak.
| Nyugati pályaudvar | 9, 26, 91, 191, 226, 291 72, 73 4, 6 S21 S50 Z50 S70 G70 Z70 S71 G71 S72 Z72 IC, EC, sebesvonat | Nyugati pályaudvar, Westend, Skála Metró |

## Képek

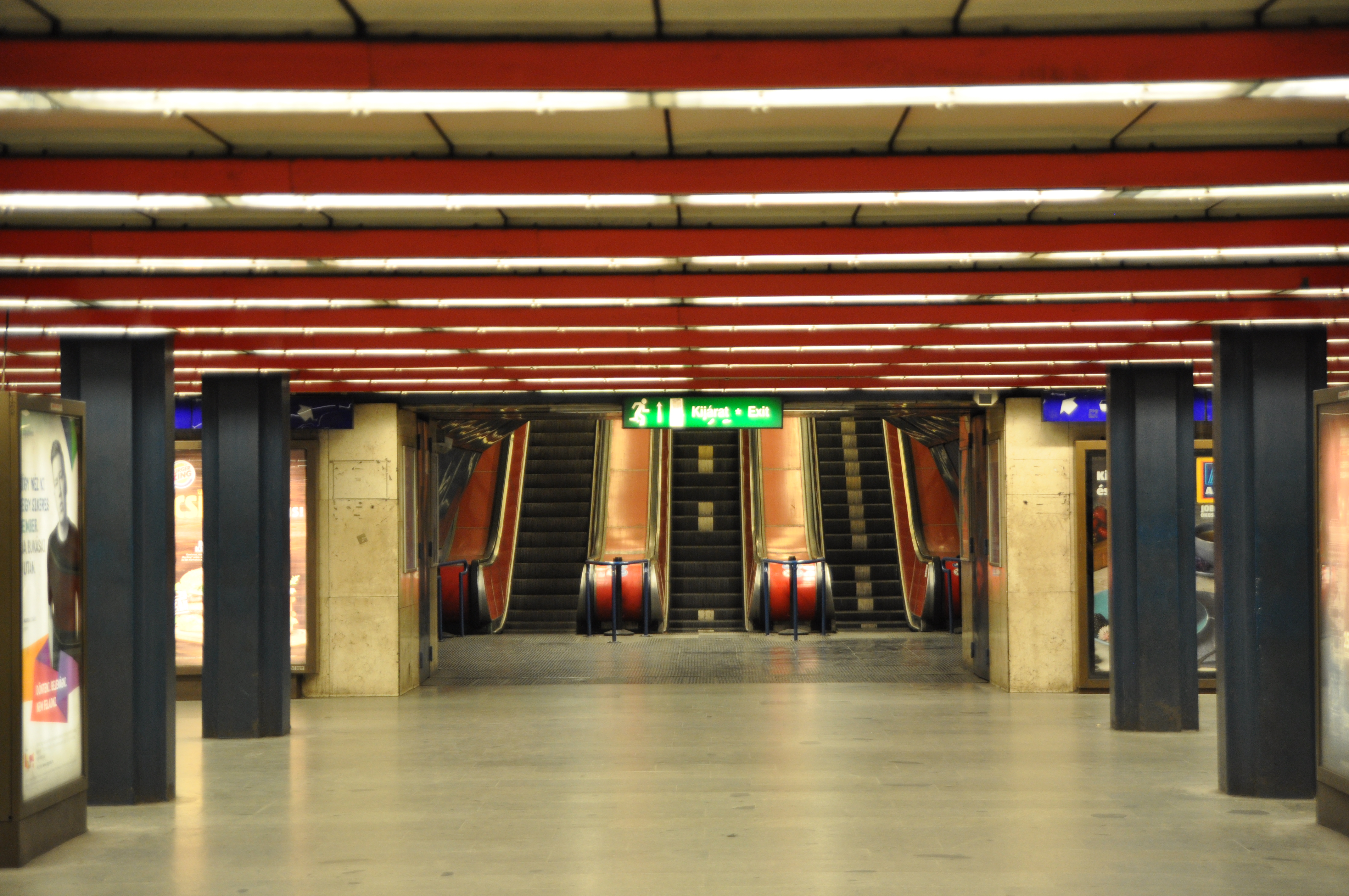
Felújítás előtt (2016)
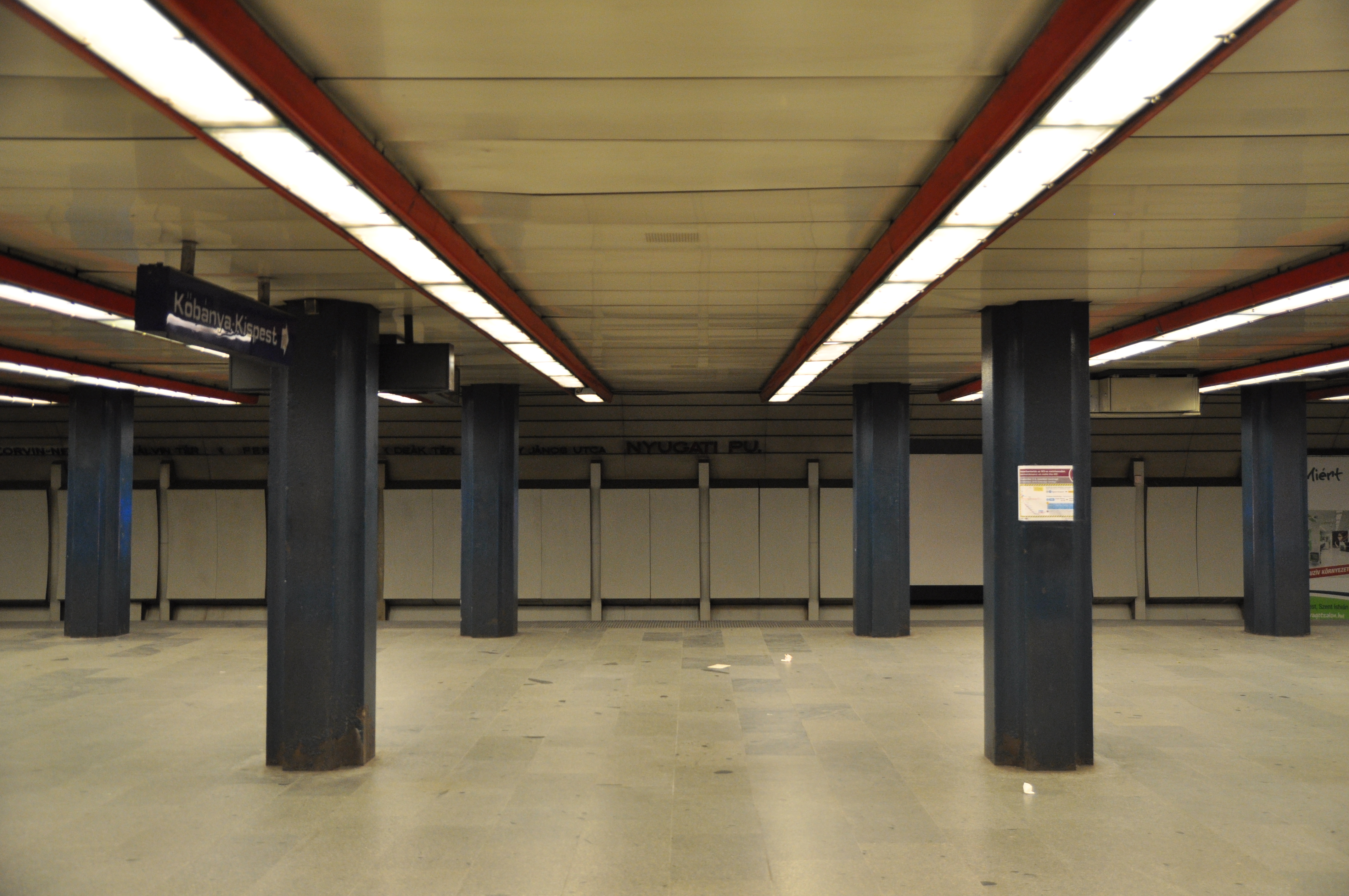
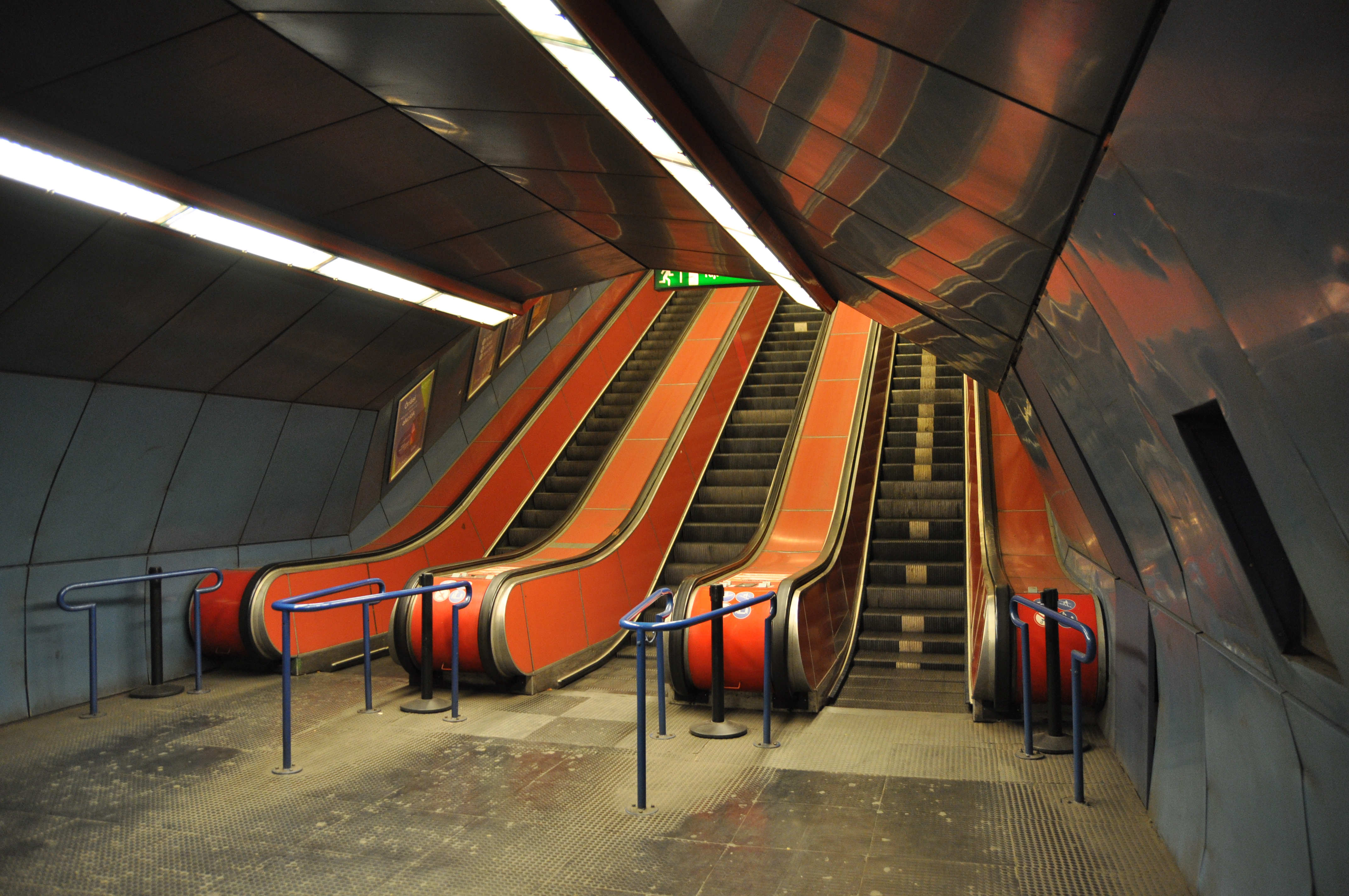
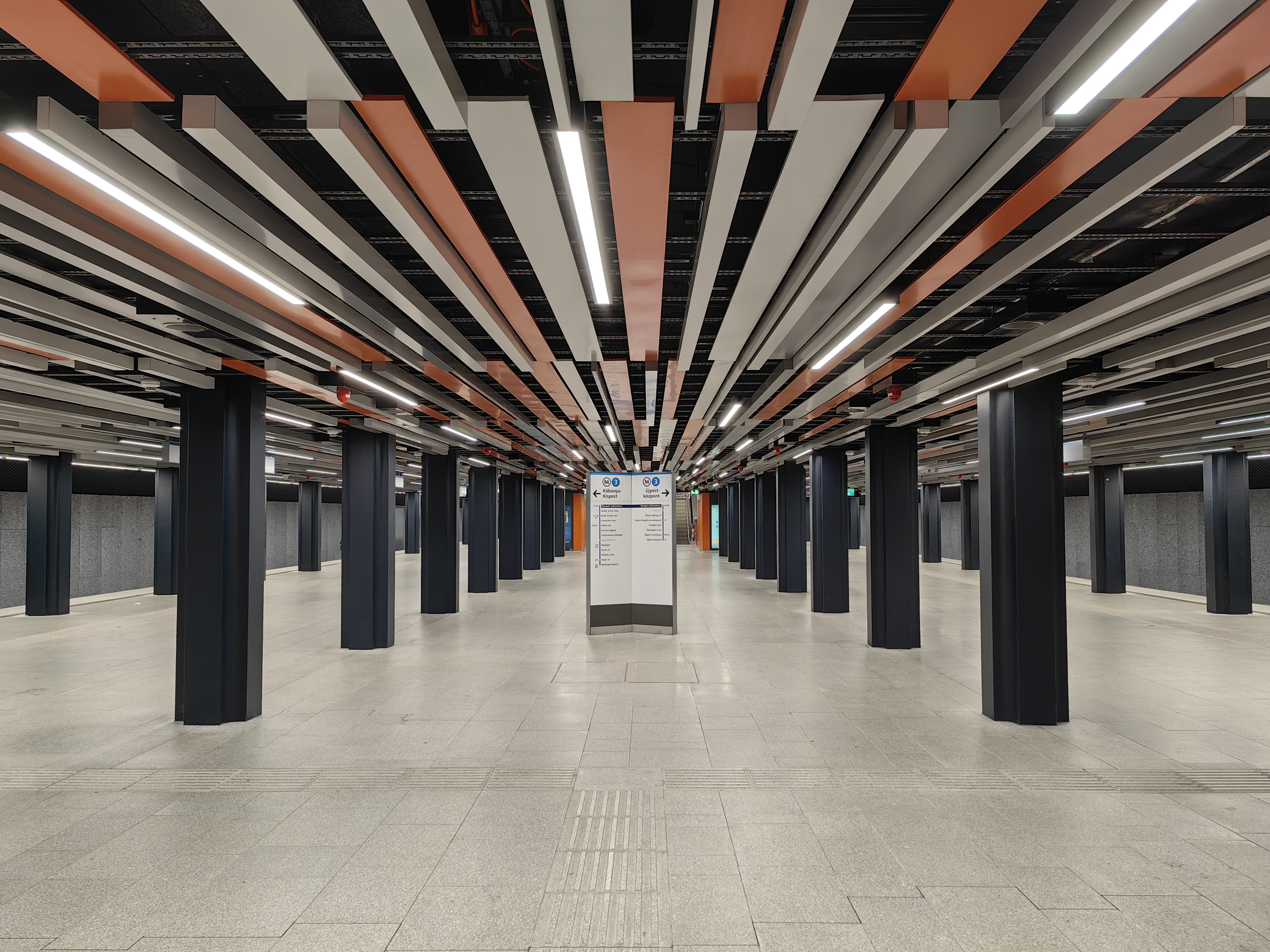
Felújítás után (2023)
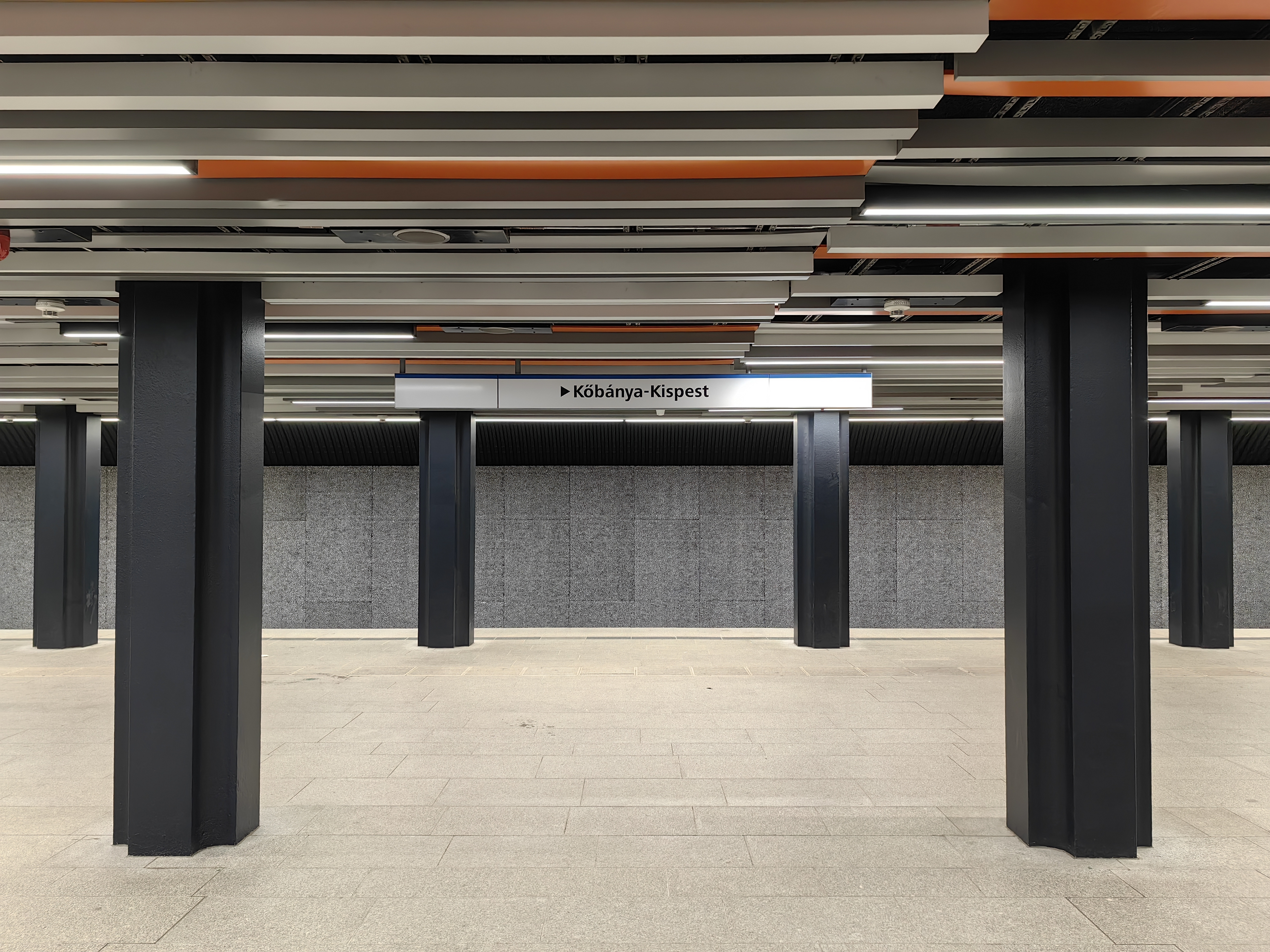
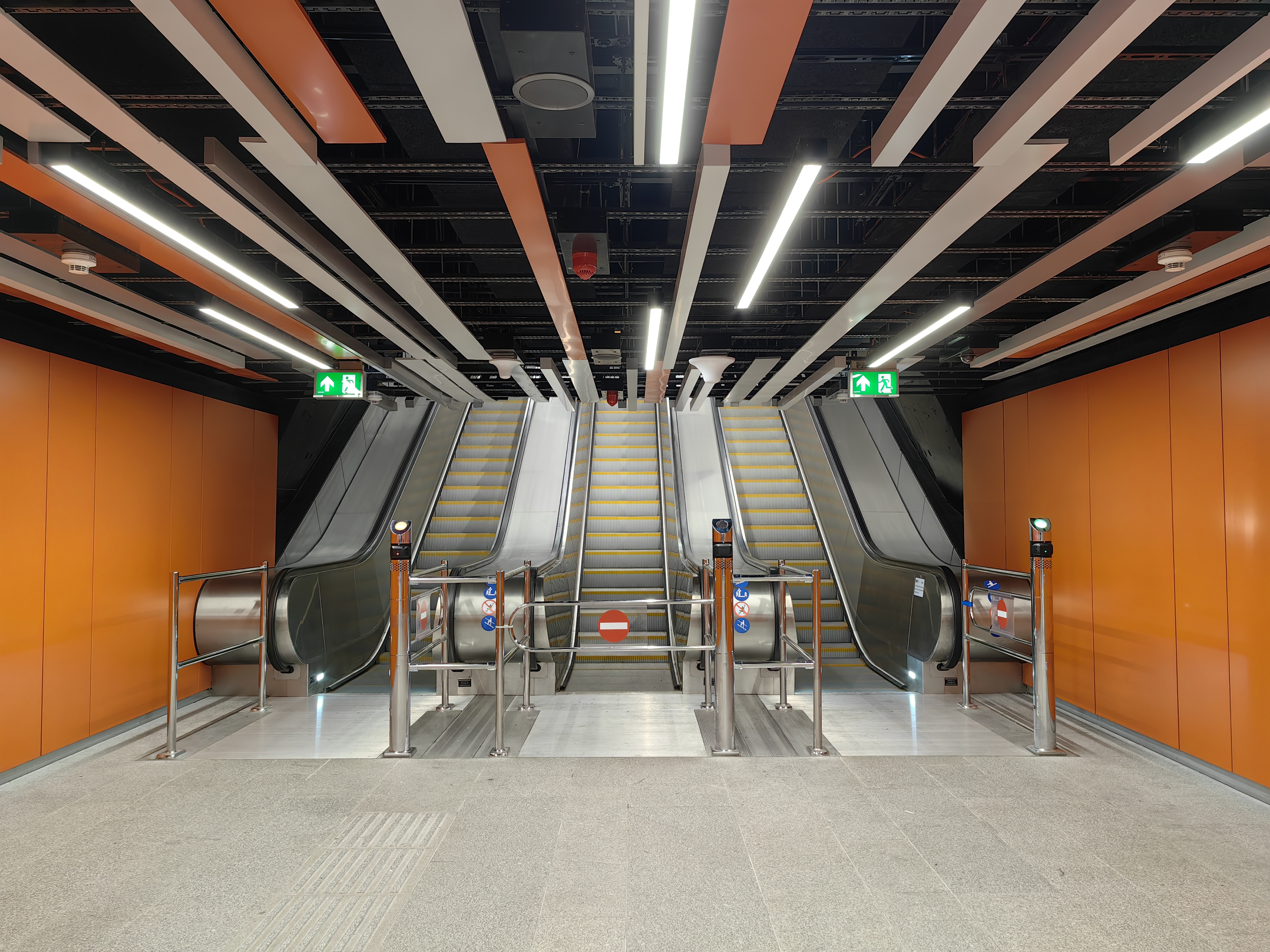